# Lei Feng

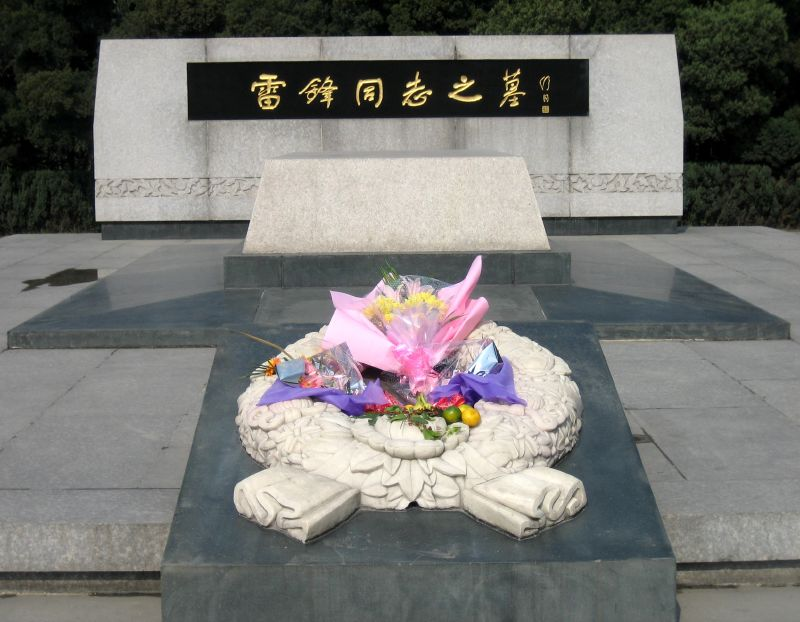
Grób Lei Fenga

Lei Feng (chiń. 雷鋒; pinyin Léi Fēng; ur. 18 grudnia 1940 w Wangcheng, zm. 15 sierpnia 1962 w Liaoning) – żołnierz Chińskiej Armii Ludowo-Wyzwoleńczej. Wkrótce po śmierci przedstawiany był przez propagandę jako uosobienie bezinteresowności i skromności, jawił się także jako człowiek zupełnie oddany Mao Zedongowi. W pośmiertnej kampanii zatytułowanej „Ucz się od towarzysza Lei Fenga” rozpoczętej przez Mao w 1963 roku młodzież całego Państwa Środka była indoktrynowana by iść za jego przykładem. Lei Feng jest jednym z nielicznych wzorców osobowych z epoki Mao, które są nadal używane przez chińską propagandę m.in. w czasie corocznego Dnia Lei Fenga, który przypada 5 marca.

## Życiorys
Urodził się w Wangcheng w prowincji Hunan (blisko miasta Leifeng, które otrzymało nazwę po jego śmierci), jako Lei Zhengxing (雷正兴) w rodzinie ubogich chłopów. Został sierotą w wieku 7 lat. Najpierw jego ojca zabili Japończycy, a potem matka popełniła samobójstwo po molestowaniu, jakie spotkało ją ze strony syna miejscowego obszarnika. Chłopiec został wówczas adoptowany przez starszych krewnych i zmienił imię na Feng (鋒). 
Od najmłodszych lat Lei Feng przejawiał nienawiść do obszarników, nie tylko ze względu na samobójstwo matki, ale także dlatego, że sam jako dziecko został napadnięty w lesie, kiedy rąbał drewno, przez żonę obszarnika. Z tego powodu miał się przyłączyć do młodzieżowego korpusu Komunistycznej Partii Chin. W 1960 roku został członkiem jednostki transportowej Armii Ludowo Wyzwoleńczej. Był filigranowej postury – mierzył 154 cm i ważył 55 kg, ale dzięki pracowitości i przynależności do partii piął się w wojskowej hierarchii.
Według oficjalnej biografii Lei Feng zasłynął swoim altruizmem. Żołd przeznaczał na wspomaganie ubogich, np. przeznaczył zaoszczędzone 200 juanów na potrzeby jednej z komun ludowych (0,1 juana wystarczało wówczas na dzienne wyżywienie dla jednej osoby). Chętnie pomagał kolegom m.in. cerując im skarpetki. 
Lei zginął bardzo młodo w wypadku. W wieku 22 lat poniósł śmierć pod telefonicznym słupem, przewróconym przez wojskową ciężarówkę. Po śmierci ukazały się jego dzienniki, które przyczyniły się do rozpowszechniania jego wizerunku jako przykładu radosnej i szlachetnej postawy w życiu osobistym i zawodowym.

## Kampania „Ucz się od Towarzysza Lei Fenga”
Została ona rozpoczęta w 5 marca 1963 przez przewodniczącego Mao Zedonga i była preludium do rewolucji kulturalnej. Z początku obejmowała ona studiowanie dzienników Lei Fenga i pomaganie innym. W okresie rewolucji nabrała bardziej radykalnego charakteru. Dzień Lei Fenga jest obchodzony w ChRL do dziś, choć obecnie związany jest z takimi tematami jak np. bezpieczeństwo w ruchu drogowym.

## Lei Feng jako postać wzorcowa
Lei Feng stał się jedną z postaci wzorcowych w komunistycznej propagandzie. Miał gloryfikować takie cechy, jak nieugięta wiara w komunistyczne ideały, całkowite oddanie się woli partii, samodoskonalenie i pomoc innym. Liderzy KPCh sławili Lei Fenga szczególnie jako personifikację altruizmu, prawdziwie bezinteresowną jednostkę. Chociaż jego historyczna autentyczność stawiana jest pod znakiem zapytania, to wzorzec ten jest mocno zakorzeniony w świadomości obywateli Państwa Środka.

## Znaczenie w kulturze

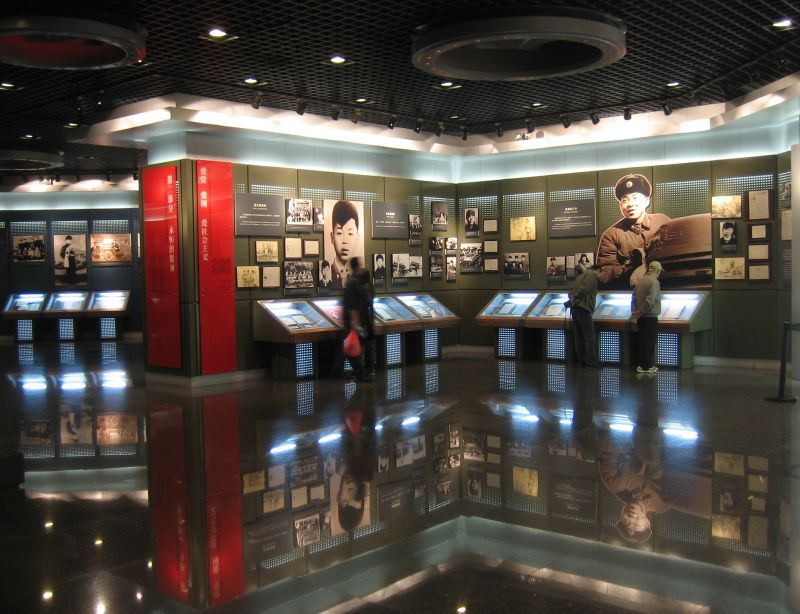
Muzeum Lei Fenga, mieszczące się w Fushun, Liaoning

Nauka o „czynach Lei Fenga” jest nadal obowiązkowa w systemie edukacyjnym ChRL. Jego wizerunek często widnieje przed wejściem do wielu wiejskich szkół podstawowych. Wiele z filmów ukazujących jego życie funkcjonują jako obowiązkowe w szkolnictwie.
5 marca został oficjalnie ustanowionym dniem „Nauki od Lei Fenga”. Owego dnia młodzież szkolna wykonuje porządkowe prace takie jak sprzątanie parków, szkół i miejsc użyteczności publicznej. Lokalne media przy okazji tego święta często relacjonują wydarzenia.
Lei Feng Jinianguan (Memoriał Lei Fenga) i statua tego samego imienia znajdują się w Changsha. Miejscowy szpital nosi jego imię.
W marcu 2006 roku ukazała się gra online zatytułowana „Ucz się od Lei Fenga” w której gracz musi robić dobre uczynki, zwalczać szpiegów, wrogów ludu oraz kolekcjonować pamiątki po przewodniczącym Mao. W przypadku wygranej gracza, dostępuje on zaszczytu spotkania w wirtualnej rzeczywistości samego Mao.

## Postać historyczna czy fikcyjna?
Historyczność postaci Lei Fengu do dziś jest przedmiotem dyskusji. Do zwolenników teorii, że Lei Feng nie był postacią rzeczywistą zaliczał się m.in. Tiziano Terzani.